# Gaetano Vasari
Gaetano Vasari, detto Tanino (Palermo, 1º settembre 1970), è un ex calciatore italiano, di ruolo attaccante.
In carriera ha totalizzato complessivamente 45 presenze e tre reti in Serie A e 242 presenze e 36 reti in Serie B.

## Biografia
Palermitano, è cresciuto nel quartiere di Borgo Vecchio. È soprannominato Topolino e Speedy Vasari.
Suo padre Ferdinando era un barbiere e spesso veniva aiutato dal figlio, che svolgeva anche compiti di garzone di bar, poi di apprendista barbiere proprio nel salone del padre.
Come raccontato da Gaetano, fu il padre a trasmettergli la passione per il Palermo, portandolo spesso in curva sud alla Favorita. Poco prima che il padre morisse, Vasari promise che avrebbe contribuito a riportare il Palermo in Serie A. Nel 2004 riuscì a mantenere la promessa e, dopo il gol contro il Bari (3-0) all'ultima giornata, festeggiò mostrando una maglietta celebrativa raffigurante il padre.
Sposato con Maria, ha tre figli: a due figlie femmine si è successivamente aggiunto Ferdinando.
Dopo il ritiro, nel 2006, ha comprato il panificio Caldopane in via Alcide de Gasperi, nei pressi dello stadio Renzo Barbera. Il panificio è stato poi definitivamente chiuso il 25 giugno 2020 in seguito all’arrivo di una nuova gestione.

## Caratteristiche tecniche
Abile e veloce, nasce come seconda punta e mantiene questo ruolo fin quando, con Gian Piero Ventura a Cagliari, arretra il raggio d'azione di trenta metri diventando un fluidificante offensivo, l'esterno destro del 4-4-2 tipico dell'allenatore genovese.
Con Ignazio Arcoleo diventò un attaccante esterno capace di saltare l'uomo e di convergere al centro cercando eventualmente la conclusione a rete.

## Carriera

### Giocatore
Notato dal talent scout Andrea Brancato, nel 1985 inizia a giocare nel Cagliari, squadra di Seconda Categoria palermitana (nulla a che vedere con la squadra sarda in cui militerà in seguito), quindi passa alla Jatina, in Prima Categoria, nel 1989, guadagnando 20 000 lire a partita più le spese. Suo padre, Ferdinando, guardava ogni partita del figlio e il ragazzo esordì a cinque minuti dalla fine di una partita contro la Fincantieri Palermo: dopo sessanta secondi Vasari segnò il gol vittoria.
Gioca poi con il Partinicaudace per tre anni, il primo nel Campionato Interregionale, dal 1990-1991 (con cui però retrocede nelle serie regionali al termine), dove guadagna 700 000 lire mensili più 100 000 lire per ogni gol.
Nel frattempo sposa Maria e per portare avanti la famiglia è in cerca di ingaggi migliori, ma il Modena e il Foggia di Zdeněk Zeman lo scartano. Passa quindi al Trapani, per volontà di Ignazio Arcoleo, in Serie C2 1993-1994, con cui ottiene la promozione in Serie C1. Successivamente, nell'estate del 1994, si trasferisce all'Acireale, militante in Serie B 1994-1995, fino a quel momento sua massima categoria in carriera. Tra le partite di più rilievo va a segno nelle gare casalinghe contro l'Atalanta, in cui realizza il gol del definitivo 2-0, e nel derby col Palermo (sua futura squadra in cui si trasferirà grazie al tecnico Arcoleo), in cui realizza il gol conclusivo del 3-1. Con il suo apporto di 4 reti all'attivo, tuttavia, i "granata", guidati dall'ex rosanero Fausto Silipo, non riusciranno a salvarsi per un solo punto piazzandosi quartultimi.
Nella stagione 1995-1996 è al Palermo, in Serie B, dove resta per due stagioni, giocando su ottimi livelli nel Palermo dei picciotti e ritrovando ancora Ignazio Arcoleo, principale artefice del suo arrivo in rosanero. Per acquistarlo i siciliani spesero più di 200 milioni di lire. Esordisce con il Palermo nella partita di Coppa Italia contro il Parma, segnando la doppietta finale nel 3-0 con cui i rosanero vinsero la partita.
Passa poi al Cagliari, fortemente voluto dall'allenatore Gian Piero Ventura, dove ottiene la promozione in massima serie, in cui debutta al suo secondo anno in Sardegna, nel 1998-1999.
Dopo due stagioni si trasferisce alla Sampdoria, in Serie B, insieme al mister Ventura. Giocando in maglia blucerchiata risulta il miglior assistman del campionato.
Nel gennaio 2001 torna in massima serie, con la maglia del Lecce. In giallorosso realizza una doppietta in Lecce-Lazio (2-1), all'ultima giornata del campionato di Serie A 2000-2001: proprio questi due gol permettono ai pugliesi di ottenere la salvezza.
Rientrato dal prestito, Vasari gioca un altro anno con la Sampdoria in Serie B, prima di passare al Cesena in Serie C1, disputando 11 partite con un gol nel 2002-2003, con il suo ex compagno ai tempi del Palermo e allenatore Giuseppe Iachini in panchina, perdendo però ai Play-off con il Pisa.
In procinto di restare ancora a Cesena, riceve un'improvvisa chiamata da parte dell'allora direttore sportivo del Palermo Rino Foschi, che lo convince ad accettare di ritornare nel capoluogo siciliano facendogli di fatto rinunciare all'ingaggio di 500 milioni di lire che percepiva con la società romagnola. Nella stagione 2003-2004, con un contratto a gettoni, partecipa alla storica promozione del Palermo in Serie A dopo quella di 32 anni prima, segnando la sua unica rete stagionale nell'ultima partita del campionato contro il Bari (3-0 allo Stadio Renzo Barbera), entrando a partita in corso, che tanto ci teneva a lasciare il segno per dedicare questo traguardo al padre scomparso a causa di un male incurabile.
Si trasferisce poi al Vittoria, in Serie C1 2004-2005, e milita nel Trapani, nella Serie D 2005-2006, qui dietro desiderio di mister Ignazio Arcoleo, suo ex allenatore. Dopo queste due esperienze terminate con una retrocessione ai play-out, rispettivamente nel torneo di Serie C2 e nel campionato di Eccellenza, Vasari ha abbandonato il calcio giocato. Ha poi gestito un panificio fino al 25 giugno 2020, a pochi passi dallo Stadio Barbera di Palermo: si chiamava Caldopane.
Nel 2010 accetta l'offerta di Giuseppe Lo Giudice, Presidente della Palermitana, una squadra dilettantistica di Carini appena promossa in Promozione dopo aver vinto il campionato di Prima Categoria. Insieme a lui in quest'esperienza ci sono anche Antonino Cardinale e Massimiliano La Vardera, che giocarono con Vasari nel Palermo dei picciotti.

## Palmarès

### Club

#### Competizioni nazionali
- Serie C2: 1

Trapani: 1993-1994
- Campionato italiano di Serie B: 1

Palermo: 2003-2004